# 束州県
束州県（そくしゅう-けん）は中華人民共和国河北省にかつて存在した県。現在の廊坊市大城県南西部に相当する。
前漢により設置され、南北朝時代、北斉により廃止された。